# Скрилівка
Скрилівка (рос. Скрылевка) — село в Кореневському районі Курської області Російської Федерації.
Населення становить 62 особи. Входить до складу муніципального утворення Шептуховська сільрада.

## Історія
Населений пункт розташований на території українського етнічного та культурного краю Східна Слобожанщина.
Від 2004 року входить до складу муніципального утворення Шептуховська сільрада.

## Населення
1. Н/Д[2]